# العلاقات الإسبانية المدغشقرية
العلاقات الإسبانية المدغشقرية هي العلاقات الثنائية التي تجمع بين إسبانيا ومدغشقر.

## مقارنة بين البلدين
هذه مقارنة عامة ومرجعية للدولتين:
| وجه المقارنة                                              | إسبانيا                                                                             | مدغشقر                      |
| --------------------------------------------------------- | ----------------------------------------------------------------------------------- | --------------------------- |
| المساحة (كم2)                                             | 505.99 ألف                                                                          | 587.04 ألف                  |
| عدد السكان (نسمة)                                         | 46.73 مليون                                                                         | 25.57 مليون                 |
| الكثافة السكانية (ن./كم²)                                 | 92.35                                                                               | 43.56                       |
| العاصمة                                                   | مدريد                                                                               | أنتاناناريفو                |
| اللغة الرسمية                                             | اللغة الإسبانية، اللغة الغاليسية، لغة بشكنشية، اللغة الكتالونية، اللغة الأوكسيتانية | اللغة الملغاشية، لغة فرنسية |
| العملة                                                    | يورو، بيزيتا إسبانية                                                                | أرياري مدغشقري              |
| الناتج المحلي الإجمالي (بليون دولار)                      | 1.31 تريليون                                                                        | 11.50 مليار                 |
| الناتج المحلي الإجمالي (تعادل القوة الشرائية) بليون دولار | 1.77 تريليون                                                                        | 35.51 مليار                 |
| الناتج المحلي الإجمالي الاسمي للفرد دولار أمريكي          | 28.16 ألف                                                                           | 401                         |
| الناتج المحلي الإجمالي للفرد دولار أمريكي                 | 38.00 ألف                                                                           | 1.44 ألف                    |
| مؤشر التنمية البشرية                                      | 0.876                                                                               | 0.510                       |
| رمز المكالمات الدولي                                      | +34                                                                                 | +261                        |
| رمز الإنترنت                                              | .es                                                                                 | .mg                         |
| المنطقة الزمنية                                           | ت ع م+01:00، ت ع م+02:00                                                            | ت ع م+03:00                 |

## منظمات دولية مشتركة
يشترك البلدان في عضوية مجموعة من المنظمات الدولية، منها:
| علم المنظمة | اسم المنظمة                               | تاريخ انضمام إسبانيا | تاريخ انضمام مدغشقر |
| ----------- | ----------------------------------------- | -------------------- | ------------------- |
|             | مؤسسة التنمية الدولية                     | 18 أكتوبر 1960       | 25 سبتمبر 1963      |
|             | يونسكو                                    | 30 يناير 1953        | 10 نوفمبر 1960      |
|             | وكالة ضمان الاستثمار متعدد الأطراف        | 29 أبريل 1988        | 8 يونيو 1988        |
|             | الأمم المتحدة                             | 14 ديسمبر 1955       | 20 سبتمبر 1960      |
|             | الفريق المعني برصد الأرض                  | ?                    | ?                   |
|             | الاتحاد البريدي العالمي                   | ?                    | ?                   |
|             | البنك الدولي للإنشاء والتعمير             | 15 سبتمبر 1958       | 25 سبتمبر 1963      |
|             | الاتحاد الدولي للاتصالات                  | 1866                 | 11 مايو 1961        |
|             | منظمة حظر الأسلحة الكيميائية              | ?                    | ?                   |
|             | مؤسسة التمويل الدولية                     | 24 مارس 1960         | 27 سبتمبر 1963      |
|             | المركز الدولي لتسوية المنازعات الاستشارية | 17 سبتمبر 1994       | 14 أكتوبر 1966      |
|             | منظمة التجارة العالمية                    | ?                    | ?                   |
|             | منظمة الشرطة الجنائية الدولية             | ?                    | ?                   |
|             | البنك الإفريقي للتنمية                    | ?                    | ?                   |

## وصلات خارجية
- موقع وزارة الخارجية الإسبانية